# Junction City (Louisiana)
Junction City és una població dels Estats Units a l'estat de Louisiana. Segons el cens del 2009 tenia 1.154 habitants.

## Demografia
Segons el cens del 2000, Junction City tenia 652 habitants, 256 habitatges, i 180 famílies. La densitat de població era de 206,3 habitants/km².
Dels 256 habitatges en un 30,5% hi vivien nens de menys de 18 anys, en un 47,7% hi vivien parelles casades, en un 20,3% dones solteres, i en un 29,3% no eren unitats familiars. En el 25,8% dels habitatges hi vivien persones soles el 13,3% de les quals corresponia a persones de 65 anys o més que vivien soles. El nombre mitjà de persones vivint en cada habitatge era de 2,55 i el nombre mitjà de persones que vivien en cada família era de 3,08.
Per edats la població es repartia de la següent manera: un 28,5% tenia menys de 18 anys, un 8,9% entre 18 i 24, un 22,4% entre 25 i 44, un 23,5% de 45 a 60 i un 16,7% 65 anys o més.
L'edat mediana era de 36 anys. Per cada 100 dones de 18 o més anys hi havia 87,1 homes.
La renda mediana per habitatge era de 30.625 $ i la renda mediana per família de 36.250 $. Els homes tenien una renda mediana de 32.656 $ mentre que les dones 22.500 $. La renda per capita de la població era de 13.478 $. Entorn del 16,7% de les famílies i el 24,1% de la població estaven per davall del llindar de pobresa.

## Poblacions més properes
El següent diagrama mostra les poblacions més properes.